# Maj-Britt Johansson (bågskytt)
Maj-Britt Johansson, född 14 november 1928, död 31 maj 2015, var en svensk bågskytt. Hon deltog vid olympiska sommarspelen 1972.